# Икарадзима
Икарадзима или Икара-сима (яп. 伊唐島 икарадзима) — остров на юге Японии, в архипелаге Амакуса, расположенный в префектуре Кумамото. Его площадь составляет 3,71 км² (3,05-3,73 км²). Население — 263 человек (2015).
Остров лежит в заливе Яцусиро между крупными островами Нагасима (на юго-западе) и Сисидзима (на северо-востоке). Икарадзима окружена маленькими островками, такими как Коикарадзима (小伊唐島), Набеко-Сима (鍋小島) и Мебукидзима (目吹島).
Остров лежит на северо-западе префектуры, территориально относится к посёлку Нагасима.
На западе связан (с 1996 года) с островом Нагасима мостом Икара-охаси (яп. 伊唐大橋) (Нагасима, в свою очередь, связан с Кюсю через мост Куроносето). На 2009 год мост Икара-охаси был самым длинным мостом Японии из преднапряжённого железобетона.
Остров относительно равнинный, высочайшая точка — 96,5 м. Побережье сильно изрезано, длина береговой линии составляет 18 км.
На южной стороне острова лежит порт Икара-Ура (伊唐浦), имеющий сообщение с Нагасимой, на северной — порт Ваниура (和仁浦), имеющий сообщение с Сисидзимой.
В старину остров был необитаем, но в 1686 году на него переселились некоторые семьи с Нагасимы.
В 1810 году, во время картографирования южной Японии, остров посетил Ино Тадатака. Согласно его данным, длина береговой линии Сёурадзимы составляла 25 тё и 12 кэн, всего на острове проживали 36 семей.
Основные отрасли экономики — сельское хозяйство и рыболовство, на острове выращивают картошку, а с 1958 года — жемчуг и желтохвоста.
Западное побережье относится к национальному парку Ундзен-Амакуса.
На юге остров омывают пролив Икара и бухта Икара-Ура, на севере — проход Мефуки. Южная оконечность острова — мыс Биванокуби.